# Schlacht bei Hollabrunn (1809)

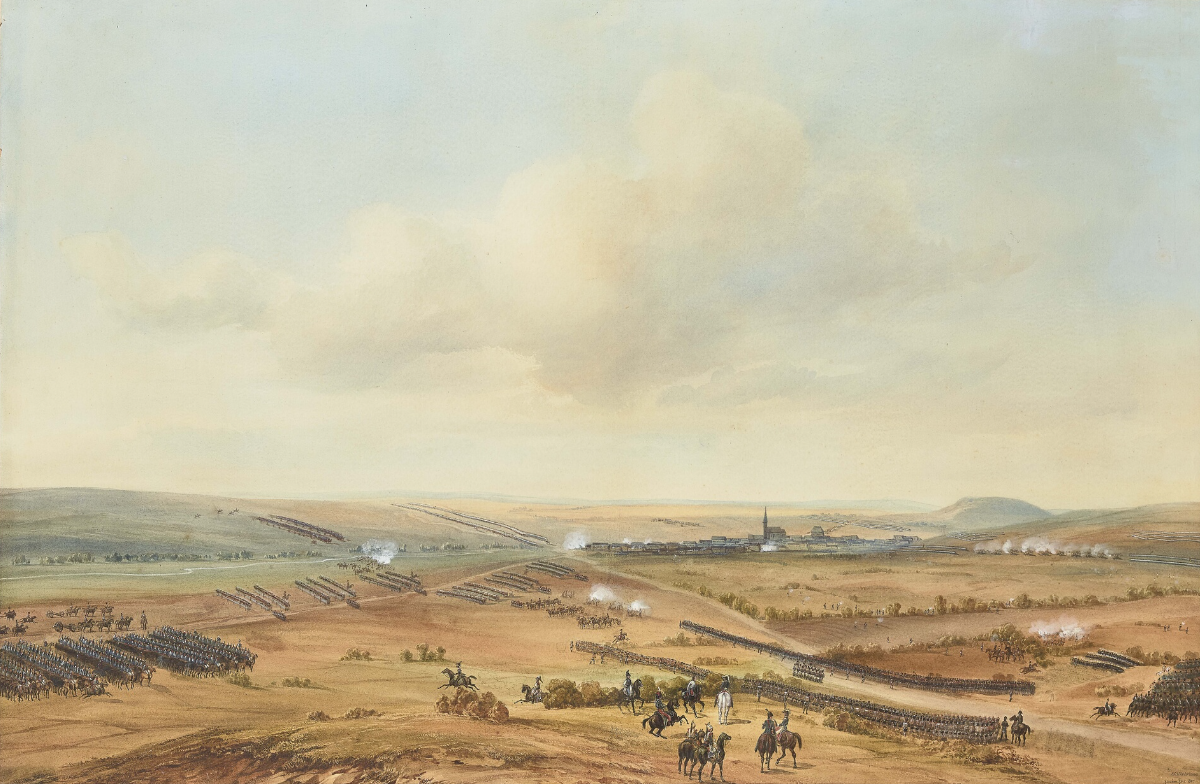
Schlacht bei Hollabrunn

Die Gefechte bei Hollabrunn und Schöngrabern fanden am 9. und 10. Juli 1809 im Raum Hollabrunn und Grabern in Niederösterreich zwischen französischen und österreichischen Truppen statt. Es handelte sich dabei um zwei Rückzugsgefechte, die wenige Tage vor dem Waffenstillstand von Znaim stattfanden.
Sacile – Teugn-Hausen – Weichselfeldzug – Raszyn – Abensberg – Landshut – Eggmühl – Regensburg – Neumarkt – Ebelsberg – Piave – Aspern – Sankt Michael – Stralsund – Bergisel – Raab/Győr – Graz – Wagram – Korneuburg – Stockerau – Gefrees – Hollabrunn (Schöngrabern) – Znaim – Walcheren–Schlacht an der Baskischen Reede

## Vorgeschichte
Nach der ersten Niederlage von Kaiser Napoleon I. von Frankreich in der Schlacht bei Aspern und seinem Sieg kurz darauf in der Schlacht bei Wagram im Jahr 1809 setzten sich die geschlagenen österreichischen Truppen geordnet nach Südmähren ab. Die kaiserliche Armee unter Erzherzog Karl von Österreich bezog am 9. Juli eine Stellung hinter Schöngrabern, während das VI. Korps als Nachhut vor Hollabrunn stand. Zur Deckung des Rückzuges nach Znaim befahl der österreichische Generalissimus eine zeitlich begrenzte Verteidigung im Raum Stockerau und nördlich von Hollabrunn. Klenaus Nachhut wurde nach dem Gefecht bei Korneuburg am 9. Juli um 9 Uhr vormittags bei Stelzendorf eingeholt und bedrängt, am folgenden Tag den 10. Juli kam es bei Schöngrabern zu einem weiteren Nachhutgefecht.

## Verlauf

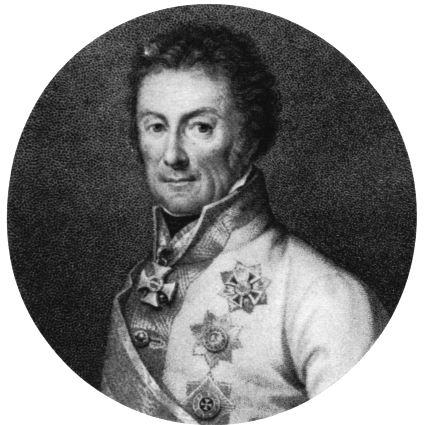
General Johann von Klenau

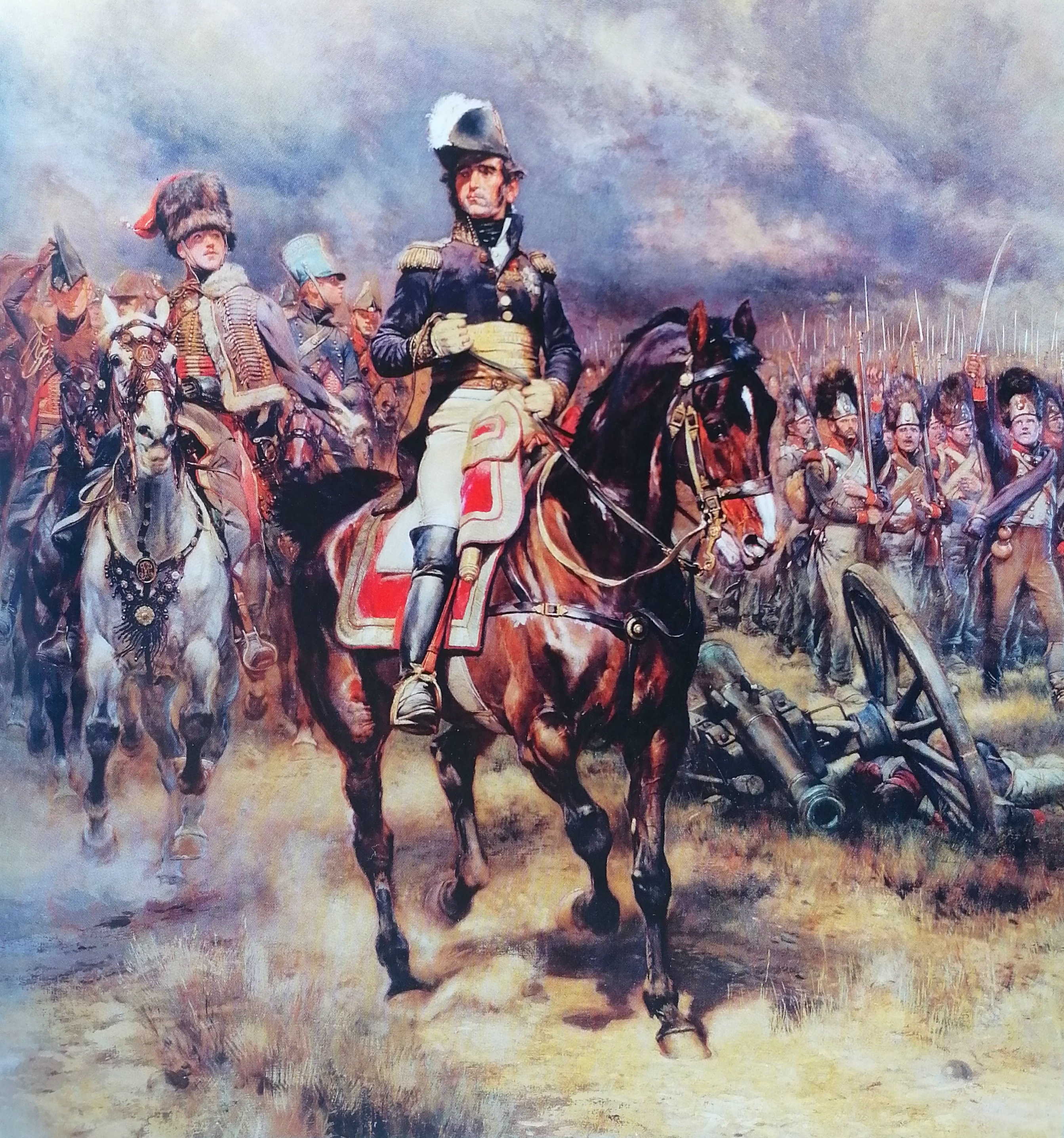
Marschall André Masséna

Am 9. Juli 1809 nahm das österreichische VI. Korps unter FML Johann von Klenau eine starke Verteidigungsposition ein. Die französische Verfolgung unter Marschall André Masséna bestand vorerst nur aus der 1. Division des IV. Corps unter General Claude Legrand, die Kavalleriebrigade von General Jacob François Marulaz und den Kürassieren der 2. Division unter General de Saint-Sulpice.
Die Franzosen hatten die Absicht den rechten Flügel der österreichischen Stellung über Fellabrunn zu umgehen. Die österreichische Brigade Mariássy stellte sich dieser Absicht mit dem Infanterie-Regiment Benjowsky in den Weg und Generalmajor Wallmoden begann mit zwei Husaren-Regimentern eine Attacke. Klenaus Truppen (Infanterieregimenter 14, 31, 51, 59 und 60, Husarenregimenter 6 und 7 sowie Wiener, niederösterreichische und mährische Freiwilligen- und Landwehrbataillone), etwa 17.000 Mann stark, konnten die nachstoßenden französischen Truppen dank des Geländevorteiles und massierten Artillerieeinsatzes solange aufhalten, bis der Rückzug der langsamen Trainfahrzeuge und des Artillerieparks planmäßig durchgeführt werden konnte.
Brigadier Ludwig von Wallmoden-Gimborn, Brigadier Andreas Mariassy sowie Oberst Paul Maria von Senitzer erhielten für ihre Führung bei Hollabrunn den Militär-Maria-Theresien-Orden zuerkannt.
Nach der erfolgreichen Nachhutaktion Klenaus bei Hollabrunn am Vortag, wurde am 10. Juli bei Schöngrabern auch das V. Korps des FZM Fürsten von Reuß angegriffen, dem sich mehrere Einheiten mit insgesamt 27.000 Mann und 32 Kanonen angeschlossen hatten. FZM Reuß stand die Avantgarde des IV. Corps unter General Legrand gegenüber. Massénas wollte weiter in Richtung Haugsdorf vorstoßen und dann Znaim erreichen, wo mit dem XI. Corps unter General Auguste de Marmont Kontakt aufgenommen werden sollte. Schon um 9 Uhr früh entwickelte sich starke französische Kavallerie mit 16 Kanonen unter den Generalen Piret und Marulaz. Fürst Reuß warf vergeblich 5500 Mann Infanterie und 2500 Reiter ins Gefecht. General Graf Klebelsberg musste sich auf die Höhe hinter Grund zurückziehen, wo FZM Reuß seine Stellung bereits geräumt und seinen Rückzug über Guntersdorf und Jetzelsdorf nach Znaim angetreten hatte. FZM Reuß hatte das Fußregiment Lindenau stehen lassen, um die Nachhut aufzunehmen und selbe zu verstärken. Die Brigade Klebelsberg erreichte unangefochten das Plateau hinter Jetzelsdorf, wo die Verfolgung der Franzosen aufhörte, weil die Nacht eingebrochen war. Derweil war das Treffen von Znaim entfacht, dem am 12. Juli ein Waffenstillstand folgte.